# 3e étape du Tour d'Espagne 2021
Pour un article plus général, voir Tour d'Espagne 2021.
La 3e étape du Tour d'Espagne 2021 se déroule le lundi 16 août 2021, entre Santo Domingo de Silos et Espinosa de los Monteros, sur une distance de 202,8 km.

## Déroulement de l'étape
Cette troisième étape est la plus longue (203 km) de cette Vuelta et propose la première arrivée au sommet, en haut du Picón Blanco.
Après une quinzaine de kilomètres, cinq hommes attaquent et prennent leur distance avec le peloton. Ils sont bien vite rejoints par trois autres coureurs. Ce groupe ainsi formé de huit coureurs comprend les Espagnols Antonio Jesús Soto (Euskaltel-Euskadi) et Julen Amézqueta(Caja Rural), les Français Lilian Calmejane (AG2R-Citroën) et Kenny Elissonde (Trek-Segafredo), l'Autrichien Tobias Bayer (Alpecin-Fenix), l'Estonien Rein Taaramäe (Intermarché-Wanty Gobert), le Néerlandais Jetse Bol (Burgos BH) et l'Américain Joe Dombrowski (UAE). L'avance des fuyards sur peloton dépasse les huit minutes à une quarantaine de kilomètres de l'arrivée. Dans le groupe de tête, Lilian Calmejane attaque à 15 kilomètres du terme alors que l'écart avec le peloton est tombé à 4 minutes. Mais le Français est repris et dépassé dans l'ascension finale du Picón Blanco par trois de ses anciens compagnons d'échappée : Taaramäe, Elissonde et Dombrowski. À 2,8 km du sommet et de l'arrivée, Rein Taaramäe place une accélération, lâche ses adversaires, file vers la victoire d'étape et endosse le maillot rouge de leader et le maillot bleu à pois du classement de la montagne. Le vent de face dans la montée décourage les coureurs du peloton principal d'attaquer et personne ne creuse d'écart significatif. Près de l'arrivée, Enric Mas (Movistar Team) accélère depuis le groupe des favoris, gagnant trois secondes sur un groupe de sept coureurs. Plusieurs prétendants, dont Hugh Carthy (EF Education-Nippo), Romain Bardet (Team DSM) et Aleksandr Vlasov (Astana-Premier Tech), perdent près d'une demi-minute. Le récent champion olympique Richard Carapaz (Ineos Grenadiers) termine une minute derrière le groupe des favoris et est pénalisé de 20 secondes pour un ravitaillement non autorisé.

## Résultats

### Classement de l'étape
| \| Classement de l'étape \| Classement de l'étape \| Classement de l'étape \| Classement de l'étape \| Classement de l'étape \| \| Coureur \| Coureur \| Pays \| Équipe \| Temps \| \| --------------------- \| --------------------- \| --------------------- \| ---------------------------------- \| --------------------- \| \| 1er \| Rein Taaramäe \| Estonie \| Intermarché-Wanty-Gobert Matériaux \| 5 h 16 min 57 s \| \| 2e \| Joe Dombrowski \| États-Unis \| UAE Team Emirates \| + 21 s \| \| 3e \| Kenny Elissonde \| France \| Trek-Segafredo \| + 36 s \| \| 4e \| Lilian Calmejane \| France \| AG2R Citroën Team \| + 1 min 16 s \| \| 5e \| Enric Mas \| Espagne \| Movistar Team \| + 1 min 45 s \| \| 6e \| Miguel Ángel López \| Colombie \| Movistar Team \| + 1 min 48 s \| \| 7e \| Primož Roglič \| Slovénie \| Jumbo-Visma \| + 1 min 48 s \| \| 8e \| Adam Yates \| Royaume-Uni \| Ineos Grenadiers \| + 1 min 48 s \| \| 9e \| Mikel Landa \| Espagne \| Bahrain Victorious \| + 1 min 48 s \| \| 10e \| Giulio Ciccone \| Italie \| Trek-Segafredo \| + 1 min 48 s \| |                    |             |                                    |                 |
| |                    |             |                                    |                 |
| Source : ProCyclingStats |                    |             |                                    |                 |
| Classement de l'étape |                    |             |                                    |                 |
| Coureur | Coureur            | Pays        | Équipe                             | Temps           |
| 1er | Rein Taaramäe      | Estonie     | Intermarché-Wanty-Gobert Matériaux | 5 h 16 min 57 s |
| 2e | Joe Dombrowski     | États-Unis  | UAE Team Emirates                  | + 21 s          |
| 3e | Kenny Elissonde    | France      | Trek-Segafredo                     | + 36 s          |
| 4e | Lilian Calmejane   | France      | AG2R Citroën Team                  | + 1 min 16 s    |
| 5e | Enric Mas          | Espagne     | Movistar Team                      | + 1 min 45 s    |
| 6e | Miguel Ángel López | Colombie    | Movistar Team                      | + 1 min 48 s    |
| 7e | Primož Roglič      | Slovénie    | Jumbo-Visma                        | + 1 min 48 s    |
| 8e | Adam Yates         | Royaume-Uni | Ineos Grenadiers                   | + 1 min 48 s    |
| 9e | Mikel Landa        | Espagne     | Bahrain Victorious                 | + 1 min 48 s    |
| 10e | Giulio Ciccone     | Italie      | Trek-Segafredo                     | + 1 min 48 s    |

## Classements à l'issue de l'étape

### Classement général
| \| Classement général \| Classement général \| Classement général \| Classement général \| Classement général \| \| Coureur \| Coureur \| Pays \| Équipe \| Temps \| \| ------------------ \| ------------------ \| ------------------ \| ---------------------------------- \| ------------------ \| \| 1er \| Rein Taaramäe \| Estonie \| Intermarché-Wanty-Gobert Matériaux \| 9 h 25 min 44 s \| \| 2e \| Kenny Elissonde \| France \| Trek-Segafredo \| + 25 s \| \| 3e \| Primož Roglič \| Slovénie \| Jumbo-Visma \| + 30 s \| \| 4e \| Lilian Calmejane \| France \| AG2R Citroën Team \| + 35 s \| \| 5e \| Enric Mas \| Espagne \| Movistar Team \| + 45 s \| \| 6e \| Miguel Ángel López \| Colombie \| Movistar Team \| + 51 s \| \| 7e \| Alejandro Valverde \| Espagne \| Movistar Team \| + 57 s \| \| 8e \| Giulio Ciccone \| Italie \| Trek-Segafredo \| + 57 s \| \| 9e \| Egan Bernal \| Colombie \| Ineos Grenadiers \| + 57 s \| \| 10e \| Mikel Landa \| Espagne \| Bahrain Victorious \| + 1 min 09 s \| |                    |          |                                    |                 |
| |                    |          |                                    |                 |
| Source : ProCyclingStats |                    |          |                                    |                 |
| Classement général |                    |          |                                    |                 |
| Coureur | Coureur            | Pays     | Équipe                             | Temps           |
| 1er | Rein Taaramäe      | Estonie  | Intermarché-Wanty-Gobert Matériaux | 9 h 25 min 44 s |
| 2e | Kenny Elissonde    | France   | Trek-Segafredo                     | + 25 s          |
| 3e | Primož Roglič      | Slovénie | Jumbo-Visma                        | + 30 s          |
| 4e | Lilian Calmejane   | France   | AG2R Citroën Team                  | + 35 s          |
| 5e | Enric Mas          | Espagne  | Movistar Team                      | + 45 s          |
| 6e | Miguel Ángel López | Colombie | Movistar Team                      | + 51 s          |
| 7e | Alejandro Valverde | Espagne  | Movistar Team                      | + 57 s          |
| 8e | Giulio Ciccone     | Italie   | Trek-Segafredo                     | + 57 s          |
| 9e | Egan Bernal        | Colombie | Ineos Grenadiers                   | + 57 s          |
| 10e | Mikel Landa        | Espagne  | Bahrain Victorious                 | + 1 min 09 s    |

| Classement par points | Classement par points | Classement par points | Classement par points              | Classement par points |
| Coureur               | Coureur               | Pays                  | Équipe                             | Points                |
| --------------------- | --------------------- | --------------------- | ---------------------------------- | --------------------- |
| 1er                   | Jasper Philipsen      | Belgique              | Alpecin-Fenix                      | 50 pts                |
| 2e                    | Fabio Jakobsen        | Pays-Bas              | Deceuninck-Quick Step              | 50 pts                |
| 3e                    | Alex Aranburu         | Espagne               | Astana-Premier Tech                | 50 pts                |
| 4e                    | Rein Taaramäe         | Estonie               | Intermarché-Wanty-Gobert Matériaux | 33 pts                |
| 5e                    | Lilian Calmejane      | France                | AG2R Citroën Team                  | 30 pts                |
| 6e                    | Primož Roglič         | Slovénie              | Jumbo-Visma                        | 29 pts                |
| 7e                    | Michael Matthews      | Australie             | BikeExchange                       | 27 pts                |
| 8e                    | Julen Amézqueta       | Espagne               | Caja Rural-Seguros RGA             | 20 pts                |
| 9e                    | Sebastián Molano      | Colombie              | UAE Team Emirates                  | 18 pts                |
| 10e                   | Joe Dombrowski        | États-Unis            | UAE Team Emirates                  | 17 pts                |

| Classement par points | Classement par points | Classement par points | Classement par points              | Classement par points |
| Coureur               | Coureur               | Pays                  | Équipe                             | Points                |
| --------------------- | --------------------- | --------------------- | ---------------------------------- | --------------------- |
| 1er                   | Jasper Philipsen      | Belgique              | Alpecin-Fenix                      | 50 pts                |
| 2e                    | Fabio Jakobsen        | Pays-Bas              | Deceuninck-Quick Step              | 50 pts                |
| 3e                    | Alex Aranburu         | Espagne               | Astana-Premier Tech                | 50 pts                |
| 4e                    | Rein Taaramäe         | Estonie               | Intermarché-Wanty-Gobert Matériaux | 33 pts                |
| 5e                    | Lilian Calmejane      | France                | AG2R Citroën Team                  | 30 pts                |
| 6e                    | Primož Roglič         | Slovénie              | Jumbo-Visma                        | 29 pts                |
| 7e                    | Michael Matthews      | Australie             | BikeExchange                       | 27 pts                |
| 8e                    | Julen Amézqueta       | Espagne               | Caja Rural-Seguros RGA             | 20 pts                |
| 9e                    | Sebastián Molano      | Colombie              | UAE Team Emirates                  | 18 pts                |
| 10e                   | Joe Dombrowski        | États-Unis            | UAE Team Emirates                  | 17 pts                |

| Classement de la montagne | Classement de la montagne | Classement de la montagne | Classement de la montagne          | Classement de la montagne |
| Coureur                   | Coureur                   | Pays                      | Équipe                             | Points                    |
| ------------------------- | ------------------------- | ------------------------- | ---------------------------------- | ------------------------- |
| 1er                       | Rein Taaramäe             | Estonie                   | Intermarché-Wanty-Gobert Matériaux | 10 pts                    |
| 2e                        | Kenny Elissonde           | France                    | Trek-Segafredo                     | 7 pts                     |
| 3e                        | Joe Dombrowski            | États-Unis                | UAE Team Emirates                  | 6 pts                     |
| 4e                        | Tobias Bayer              | Autriche                  | Alpecin-Fenix                      | 5 pts                     |
| 5e                        | Sepp Kuss                 | États-Unis                | Jumbo-Visma                        | 3 pts                     |
| 6e                        | Lilian Calmejane          | France                    | AG2R Citroën Team                  | 3 pts                     |
| 7e                        | Antonio Jesús Soto        | Espagne                   | Euskaltel-Euskadi                  | 3 pts                     |
| 8e                        | Sep Vanmarcke             | Belgique                  | Israel Start-Up Nation             | 2 pts                     |
| 9e                        | Enric Mas                 | Espagne                   | Movistar Team                      | 1 pt                      |
| 10e                       | Rui Oliveira              | Portugal                  | UAE Team Emirates                  | 1 pt                      |

| Classement de la montagne | Classement de la montagne | Classement de la montagne | Classement de la montagne          | Classement de la montagne |
| Coureur                   | Coureur                   | Pays                      | Équipe                             | Points                    |
| ------------------------- | ------------------------- | ------------------------- | ---------------------------------- | ------------------------- |
| 1er                       | Rein Taaramäe             | Estonie                   | Intermarché-Wanty-Gobert Matériaux | 10 pts                    |
| 2e                        | Kenny Elissonde           | France                    | Trek-Segafredo                     | 7 pts                     |
| 3e                        | Joe Dombrowski            | États-Unis                | UAE Team Emirates                  | 6 pts                     |
| 4e                        | Tobias Bayer              | Autriche                  | Alpecin-Fenix                      | 5 pts                     |
| 5e                        | Sepp Kuss                 | États-Unis                | Jumbo-Visma                        | 3 pts                     |
| 6e                        | Lilian Calmejane          | France                    | AG2R Citroën Team                  | 3 pts                     |
| 7e                        | Antonio Jesús Soto        | Espagne                   | Euskaltel-Euskadi                  | 3 pts                     |
| 8e                        | Sep Vanmarcke             | Belgique                  | Israel Start-Up Nation             | 2 pts                     |
| 9e                        | Enric Mas                 | Espagne                   | Movistar Team                      | 1 pt                      |
| 10e                       | Rui Oliveira              | Portugal                  | UAE Team Emirates                  | 1 pt                      |

| Classement du meilleur jeune | Classement du meilleur jeune | Classement du meilleur jeune | Classement du meilleur jeune | Classement du meilleur jeune |
| Coureur                      | Coureur                      | Pays                         | Équipe                       | Temps                        |
| ---------------------------- | ---------------------------- | ---------------------------- | ---------------------------- | ---------------------------- |
| 1er                          | Egan Bernal                  | Colombie                     | Ineos Grenadiers             | 9 h 26 min 41 s              |
| 2e                           | Gino Mäder                   | Suisse                       | Bahrain Victorious           | + 13 s                       |
| 3e                           | Aleksandr Vlasov             | Russie                       | Astana-Premier Tech          | + 16 s                       |
| 4e                           | Rémy Rochas                  | France                       | Cofidis                      | + 54 s                       |
| 5e                           | Mauri Vansevenant            | Belgique                     | Deceuninck-Quick Step        | + 55 s                       |
| 6e                           | Juan Pedro López             | Espagne                      | Trek-Segafredo               | + 59 s                       |
| 7e                           | Simon Carr                   | Royaume-Uni                  | EF Education-Nippo           | + 1 min 02 s                 |
| 8e                           | Tobias Bayer                 | Autriche                     | Alpecin-Fenix                | + 1 min 12 s                 |
| 9e                           | Mark Padun                   | Ukraine                      | Bahrain Victorious           | + 1 min 13 s                 |
| 10e                          | Jefferson Cepeda             | Équateur                     | Caja Rural-Seguros RGA       | + 1 min 41 s                 |

| Classement du meilleur jeune | Classement du meilleur jeune | Classement du meilleur jeune | Classement du meilleur jeune | Classement du meilleur jeune |
| Coureur                      | Coureur                      | Pays                         | Équipe                       | Temps                        |
| ---------------------------- | ---------------------------- | ---------------------------- | ---------------------------- | ---------------------------- |
| 1er                          | Egan Bernal                  | Colombie                     | Ineos Grenadiers             | 9 h 26 min 41 s              |
| 2e                           | Gino Mäder                   | Suisse                       | Bahrain Victorious           | + 13 s                       |
| 3e                           | Aleksandr Vlasov             | Russie                       | Astana-Premier Tech          | + 16 s                       |
| 4e                           | Rémy Rochas                  | France                       | Cofidis                      | + 54 s                       |
| 5e                           | Mauri Vansevenant            | Belgique                     | Deceuninck-Quick Step        | + 55 s                       |
| 6e                           | Juan Pedro López             | Espagne                      | Trek-Segafredo               | + 59 s                       |
| 7e                           | Simon Carr                   | Royaume-Uni                  | EF Education-Nippo           | + 1 min 02 s                 |
| 8e                           | Tobias Bayer                 | Autriche                     | Alpecin-Fenix                | + 1 min 12 s                 |
| 9e                           | Mark Padun                   | Ukraine                      | Bahrain Victorious           | + 1 min 13 s                 |
| 10e                          | Jefferson Cepeda             | Équateur                     | Caja Rural-Seguros RGA       | + 1 min 41 s                 |

| Classement par équipes | Classement par équipes             | Classement par équipes | Classement par équipes |
| Équipe                 | Équipe                             | Pays                   | Temps                  |
| ---------------------- | ---------------------------------- | ---------------------- | ---------------------- |
| 1re                    | UAE Team Emirates                  | Émirats arabes unis    | 28 h 19 min 20 s       |
| 2e                     | Movistar Team                      | Espagne                | + 22 s                 |
| 3e                     | Bahrain Victorious                 | Bahreïn                | + 50 s                 |
| 4e                     | Trek-Segafredo                     | États-Unis             | + 1 min 14 s           |
| 5e                     | Ineos Grenadiers                   | Royaume-Uni            | + 1 min 15 s           |
| 6e                     | Intermarché-Wanty-Gobert Matériaux | Belgique               | + 2 min 26 s           |
| 7e                     | AG2R Citroën Team                  | France                 | + 2 min 33 s           |
| 8e                     | Team DSM                           | Allemagne              | + 2 min 52 s           |
| 9e                     | EF Education-Nippo                 | États-Unis             | + 3 min 35 s           |
| 10e                    | Jumbo-Visma                        | Pays-Bas               | + 3 min 49 s           |

| Classement par équipes | Classement par équipes             | Classement par équipes | Classement par équipes |
| Équipe                 | Équipe                             | Pays                   | Temps                  |
| ---------------------- | ---------------------------------- | ---------------------- | ---------------------- |
| 1re                    | UAE Team Emirates                  | Émirats arabes unis    | 28 h 19 min 20 s       |
| 2e                     | Movistar Team                      | Espagne                | + 22 s                 |
| 3e                     | Bahrain Victorious                 | Bahreïn                | + 50 s                 |
| 4e                     | Trek-Segafredo                     | États-Unis             | + 1 min 14 s           |
| 5e                     | Ineos Grenadiers                   | Royaume-Uni            | + 1 min 15 s           |
| 6e                     | Intermarché-Wanty-Gobert Matériaux | Belgique               | + 2 min 26 s           |
| 7e                     | AG2R Citroën Team                  | France                 | + 2 min 33 s           |
| 8e                     | Team DSM                           | Allemagne              | + 2 min 52 s           |
| 9e                     | EF Education-Nippo                 | États-Unis             | + 3 min 35 s           |
| 10e                    | Jumbo-Visma                        | Pays-Bas               | + 3 min 49 s           |

## Abandons
- Alexander Cataford (Israel Start-Up Nation) : non-partant
- Frederik Frison (Lotto-Soudal) : abandon